# 阿泰尔特河
阿泰尔特河（法语，法語發音：[atɛʁt]，德語發音：[ˈatɐt]）是一条流经比利时和卢森堡的河流，是阿尔泽特河的左支流。该河长38（24英里），其中32（20英里）位于卢森堡，6（4英里）位于比利时。阿泰尔特河发源自比利时卢森堡省阿尔隆西北的诺布雷萨尔（Nobressart）村，在科尔马-贝格汇入阿尔泽特河。该河流经比利时的阿泰尔特以及卢森堡的雷当日、于塞尔当日、阿泰尔特河畔伯旺日和比森。 